# バニヤン通り

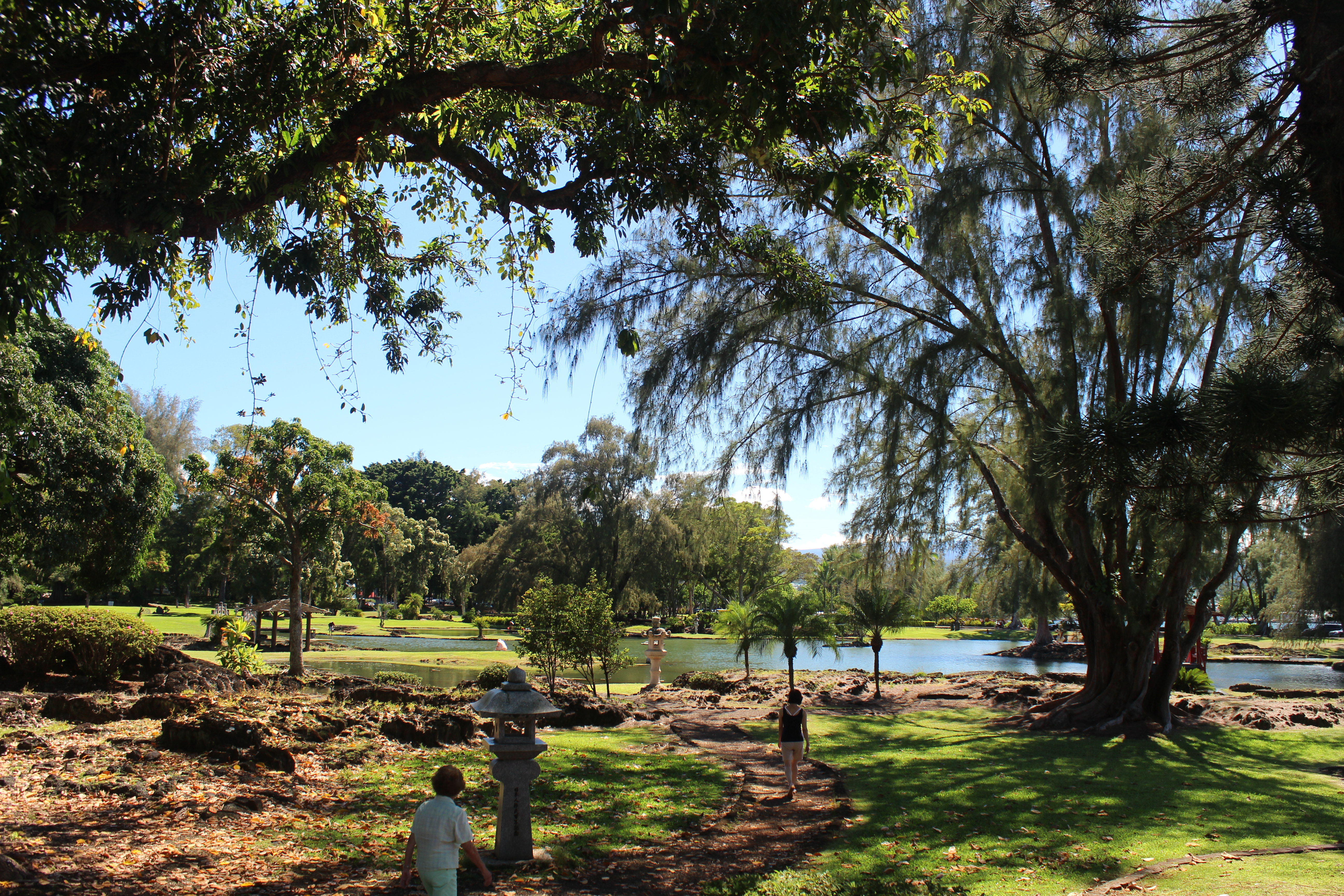
バニヤンの樹はリリウオカラニ公園にも続いている。

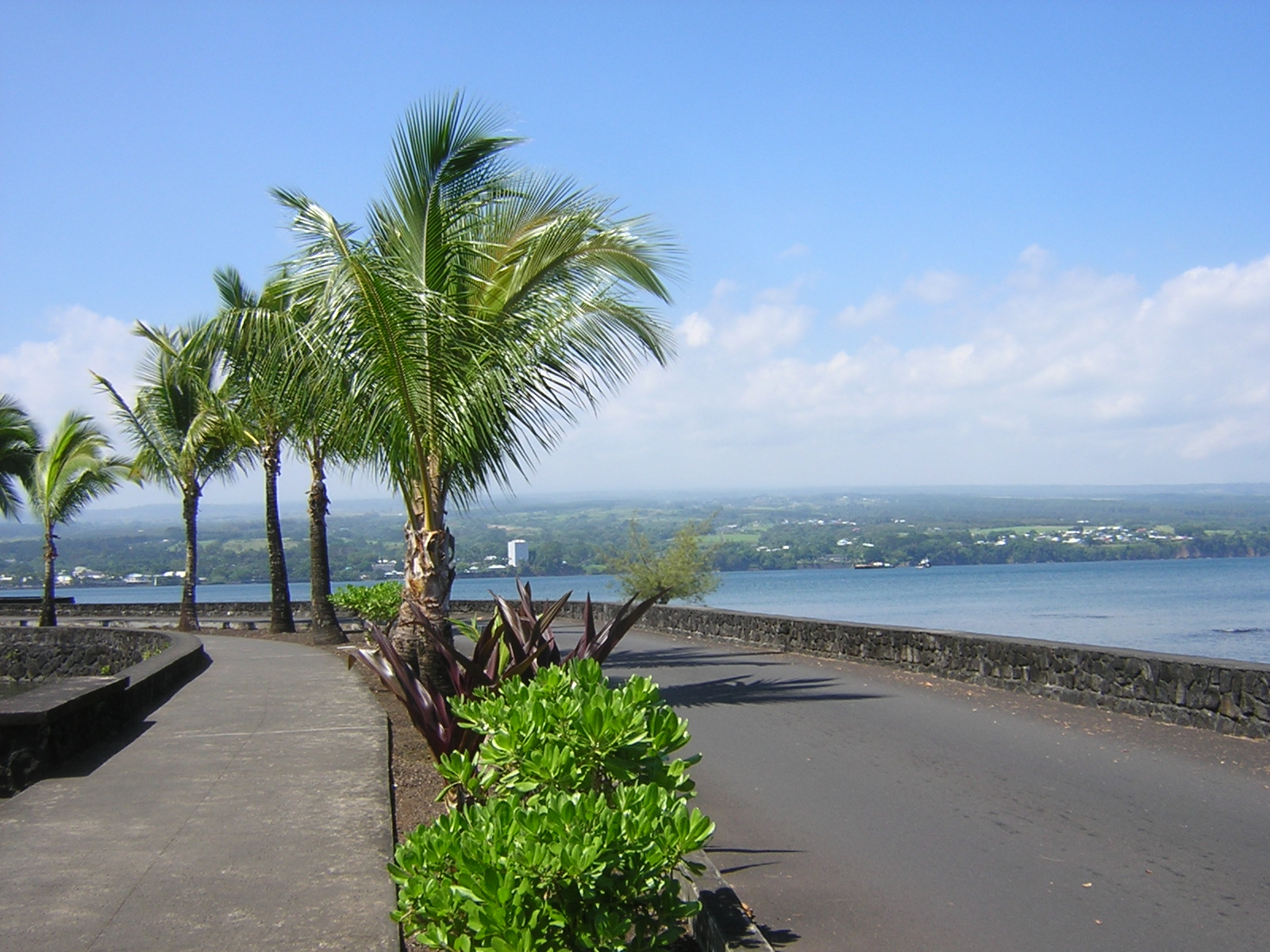
バニヤン通りに面したリリウオカラニ公園の海岸側には、ヤシの樹が植えられている所もあり、そこからヒロ湾を超えてヒロ・ダウンタウンを望める。

バニヤン通り（英語: Banyan Drive）はアメリカ合衆国ハワイ州ハワイ島東部のヒロの海岸線にある並木道で、並木はバニヤン・ツリー（ベンガル菩提樹またはガジュマルの樹）なのでこう呼ばれている。

## 概要
バニヤン通りは、ハワイのヒロの海岸にある並木道である（北緯19度43分32秒 西経155度3分48秒 / 北緯19.72556度 西経155.06333度座標: 北緯19度43分32秒 西経155度3分48秒 / 北緯19.72556度 西経155.06333度）。有名人が植えたガジュマルの木の「ヒロ有名人散歩道」（Hilo Walk of Fame）として知られている。これらの木は、ハワイ島の町を荒廃させた何回かの津波に耐えてきた。
この並木道は、ヒロ国際空港からもそう遠くない距離にある小さな半島（ワイアケア半島）を一周し、ハワイ島東部で最大のホテルもここにある。1933年、公園管理局では、この半島にガジュマルの苗木を有名人に植えてもらう計画を練った。翌1934年は、フランクリン・ルーズベルト大統領がヒロに到着するため、木々の中に道路を作ることを決定し、道は砕いたサンゴだけの道路であった。当時、半島はヒロ・ヨット・クラブといくつかの家がここにあった。1933年後半、セシル・B・デミルは島で映画「4人の恐怖の人々」を撮影していた。俳優の何人かはデミル夫妻とともに、全員が自分たちの名前で木を植えることになった。記録によると、1933年10月に8本の木が植えられたという。映画スターたちに加えて、有名な野球選手のベイブ・ルースによって、1本の木が植えられた。
有名人による植林は、1934年に10本、1935年に15本、1936年に6本、1937年に5本、1938年に4本追加で10本の木が植えられた。パット・ニクソンによって、1本は嵐で枯れてしまった夫リチャード・ニクソンによって植えられた木に取って代わり、もう1本は彼女をファースト・レディとして称えるためにであった。1991年、ポリー・ムーニー（Polly Mooney）は、国際シヴィタン協会の指導者のコートニー・シュロップシャー（Courtney Shropshire）を称えるためとして、津波で失われた木に替わって植えた。ムーニー夫人は、以前は男性がおもであった国際シヴィタン協会で、最初の女性会長であって、その樹には両者の名前が付けられている。
大部分の樹木は今でもバニヤン通りに沿って繁っており、道を覆うようになってきていて、そこを散歩するのに人気がある。まだ、植樹に協力した方々の名前が付いている木は、映画スター、宗教指導者、政治指導者、有名な作家、冒険家、地元のハワイ人を称えている。
バニヤン通りはリリウオカラニ公園にも通じていて、小さな歩道橋を通して「モクオラ」（別名：ココナッツ島）にも繋がっていて、ヒロの老舗グランド・ナニロア・ホテル、ヒロ・ハワイアン・ホテル、ヒロ・シーサイド・ホテルもそこに面していて、格好の観光地点となっている。

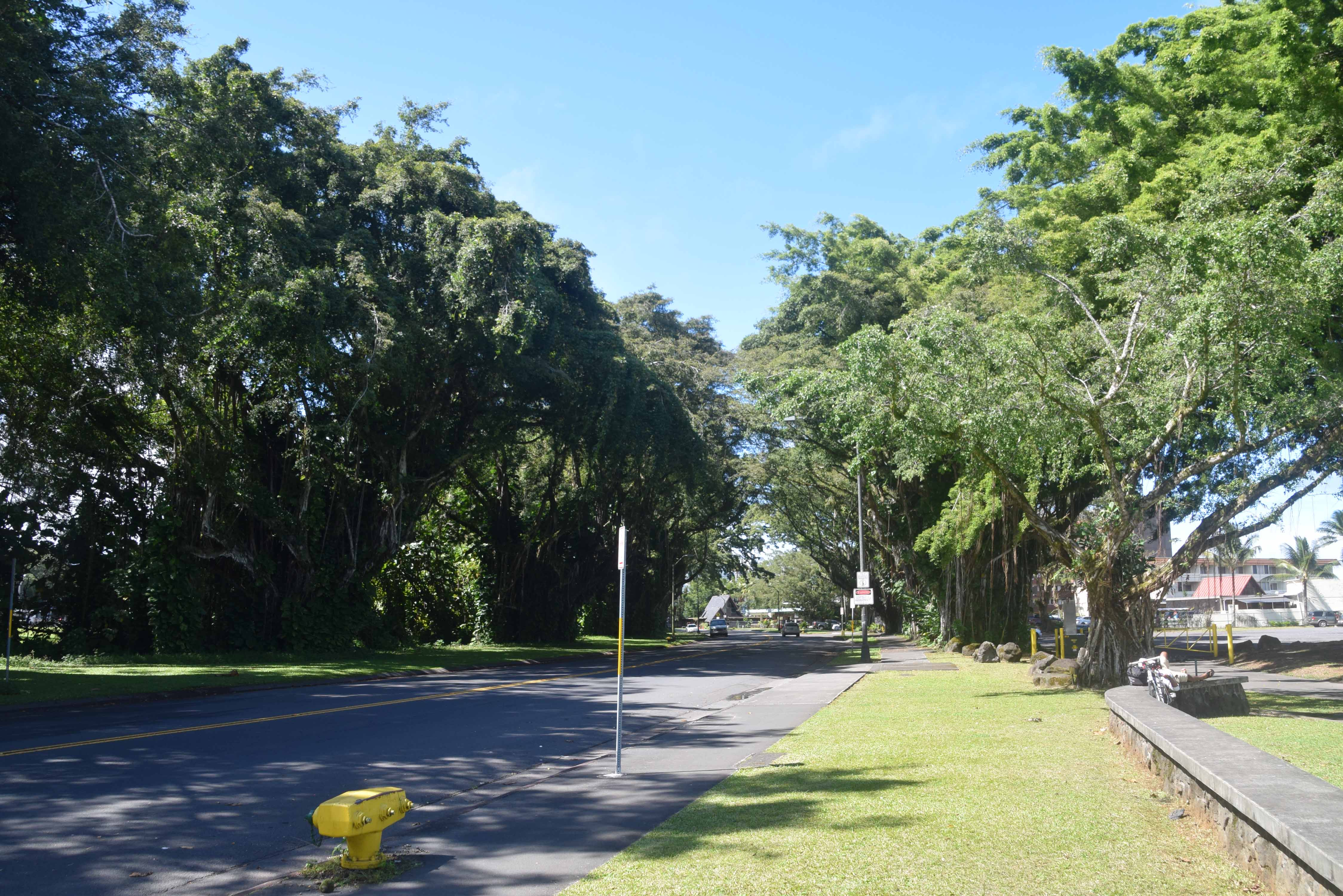
バニヤン通り
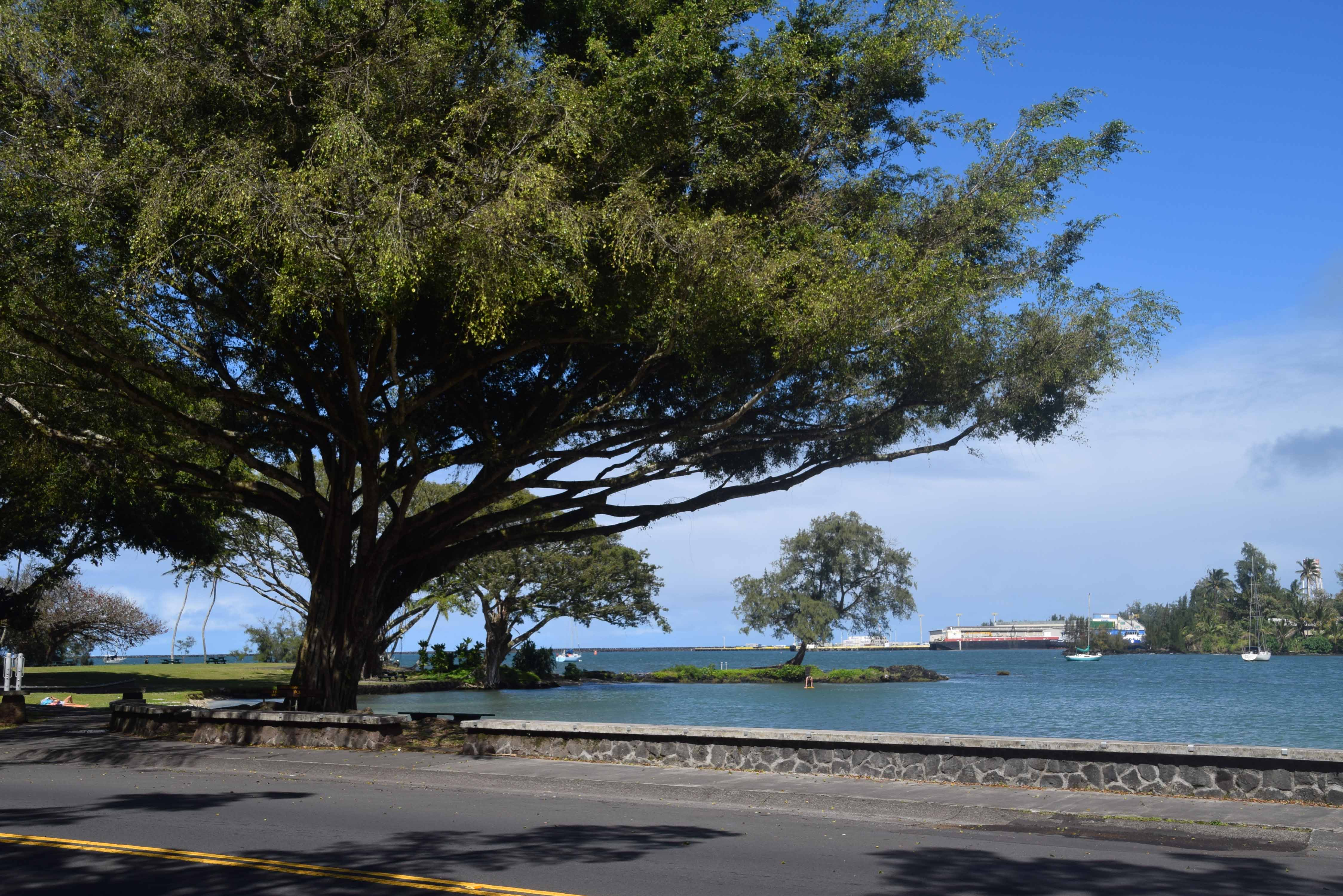
バニヤン通りからヒロ港の方を見る。
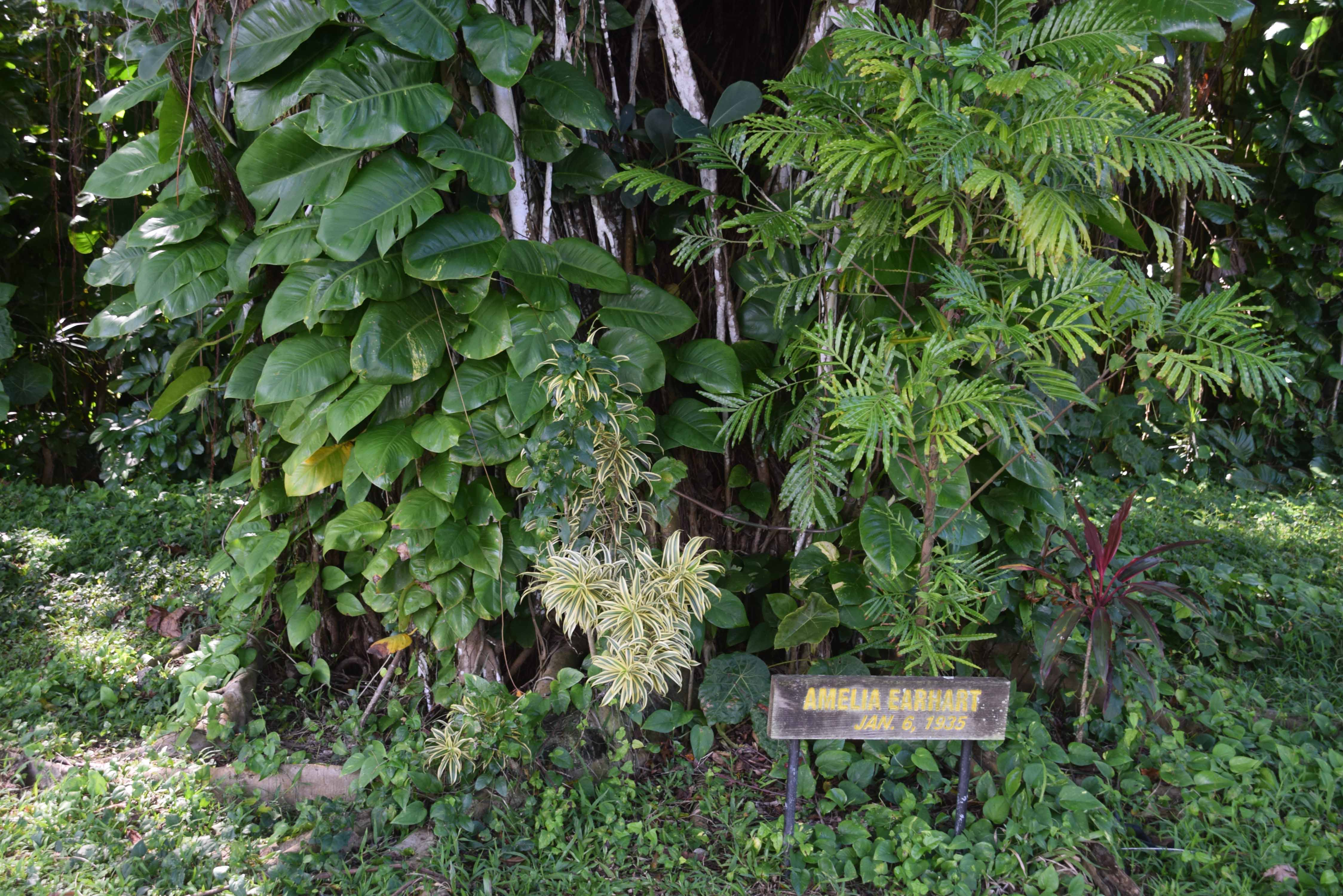
この木はアメリア・イアハートが1925年に植えた。
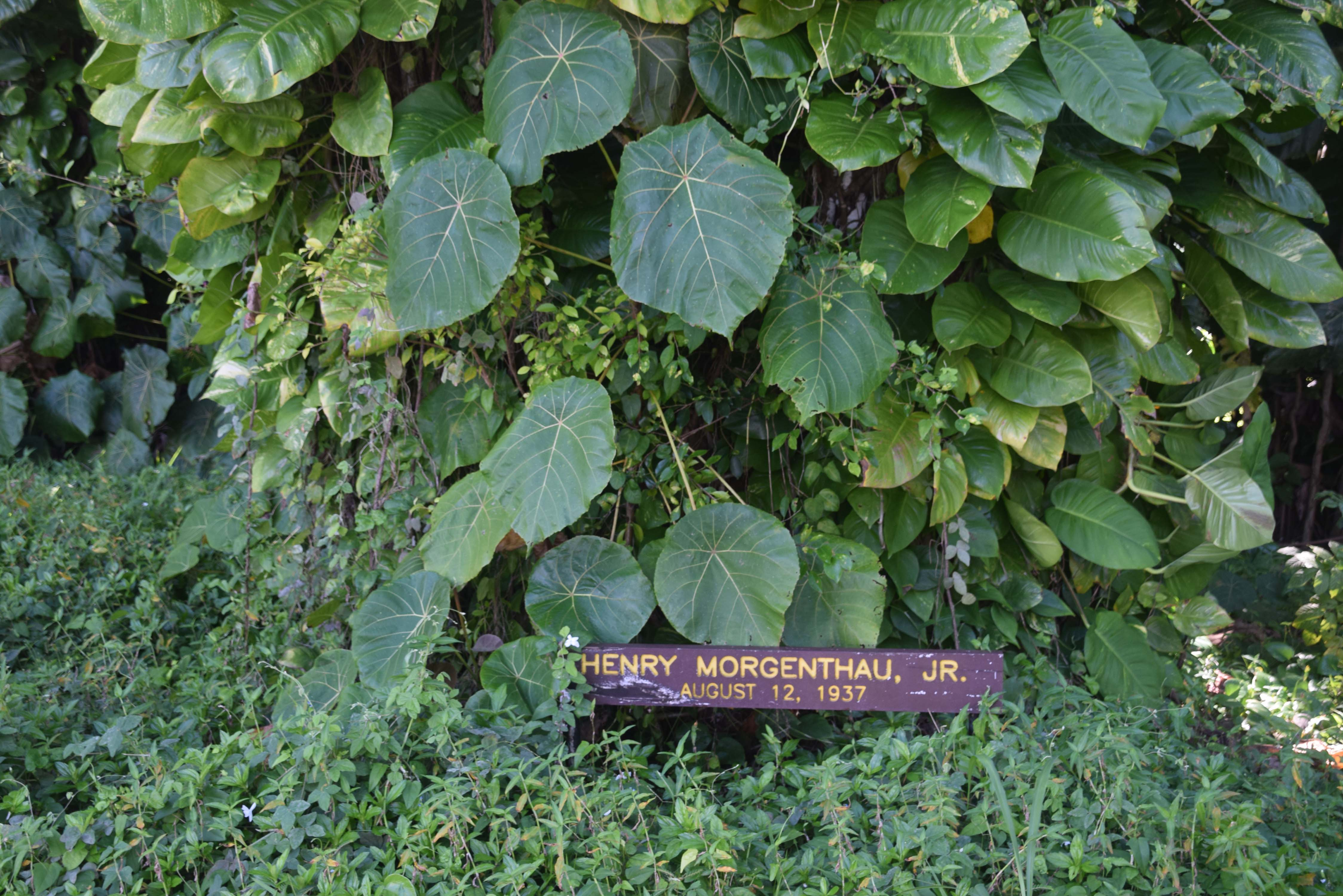
この木はヘンリー・モーゲンソー・ジュニアが1937年に植えた。